# Волошник сумський
Волошник сумський (Psephellus sumensis; волошка сумська як Centaurea sumensis) — вид рослин з родини айстрових (Asteraceae), поширений у Молдові, Україні, Росії.

## Опис
Невелика трав'яниста багаторічна рослина заввишки 7-32 см. Прикореневі листки зібрані в прикореневу розетку, черешкові, перистороздільні, з великою кінцевою часткою; стеблові листки дрібніші, звичайно без черешків. Придатки зовнішніх і середніх листочків обгортки продовгувато- або лінійно-ланцетні, чорнуваті, цілокраї, з 3–5 короткими бахромками з кожного боку. Обгортка яйцеподібна, 15–22 мм завдовжки, 8–14 мм завширшки, її листочки повністю не вкриті придатками. Сім'янки 4–5.5 мм завдовжки, чубчик рудуватий, 1–2 мм завдовжки. Квітки рожево-пурпурові, зібрані в суцвіття-кошики на довгих квітконосах, які виходять із пазух прикореневих листків.

## Поширення
Поширений у Молдові, Україні, Росії.
В Україні вид зростає на борових пісках, степових і кам'янистих схилах — на Поліссі, в Лісостепу, рідше в Степу (переважно в північно-східній частині, по річках Самарі й Осколу).

## Екологія
Зростає цей вид на піщаних місцях, у борах, на степових схилах.